# Natatolana debrae
Natatolana debrae är en kräftdjursart som beskrevs av Keable 2006. Natatolana debrae ingår i släktet Natatolana och familjen Cirolanidae. Inga underarter finns listade i Catalogue of Life.